# Drymonia psila
Drymonia psila là một loài thực vật có hoa trong họ Tai voi. Loài này được D.N.Gibson mô tả khoa học đầu tiên năm 1972.